# Zwei Dogmen des Empirismus
Zwei Dogmen des Empirismus (Originaltitel: Two Dogmas of Empiricism) ist einer der bedeutendsten Aufsätze des US-amerikanischen Philosophen Willard Van Orman Quine und damit einer der bedeutendsten Aufsätze der Analytischen Philosophie. Er erschien zuerst 1951 in der Zeitschrift Philosophical Review, dann später in dem Sammelband Von einem logischen Standpunkt (From a Logical Point of View, 1953).

## Inhalt
Die beiden von Quine attackierten „Dogmen des Empirismus“ sind:
- der erkenntnistheoretische Reduktionismus. Dieser besagt, dass eine Theorie in Einzelaussagen zerlegt werden könne, die je für sich empirisch überprüft werden könnten.
- die Unterscheidung zwischen analytischen und synthetischen Sätzen. Diese besagt nach der Diskussionslage in der damaligen Analytischen Philosophie, dass sich die Wahrheit mancher Sätze (der analytischen) allein durch die in ihnen verwendeten Teilausdrücke ergibt, wohingegen die Wahrheit der anderen Sätze (der synthetischen) von deren Übereinstimmung mit der Wirklichkeit herrührt.

### Abschnitt 1: Hintergrund für Analytizität
Für die Unterscheidung „analytisch/synthetisch“, die nach Quine auf Leibniz, Hume und Kant zurückgeht, dienen Quine die folgenden Sätze als Beispiel:
- Alle Junggesellen sind unverheiratet.
- Alle Lebewesen, die ein Herz haben, haben auch Nieren.

Beide Sätze sind wahr, aber zwischen ihrer Wahrheit besteht, so scheint es, ein bedeutender Unterschied: Der erste Satz ist wahr allein aufgrund der Bedeutung der beteiligten Wörter, insbesondere deswegen, weil „Junggeselle“ „unverheirateter Mann“ bedeutet. Der zweite Satz ist wahr aufgrund empirischer Tatsachen, das heißt, dass er wahr ist, konnte nicht allein durch Nachdenken über die Bedeutung der Wörter „Herz“, „Niere“ und „Lebewesen“ herausgefunden werden, sondern nur über eine naturwissenschaftliche Untersuchung.
Quine geht es darum, diese intuitiv einleuchtende Unterscheidung als unbegründet herauszustellen. Seine Strategie dazu ist eher indirekt: Er untersucht eine Reihe von Möglichkeiten, diese Unterscheidung zu explizieren, und zeigt, dass jede dieser Möglichkeiten die Zielsetzung verfehlt.
Zunächst stellt Quine den engen Zusammenhang zwischen Analytizität und Synonymie heraus: Eine analytische Aussage kann in eine logische Wahrheit verwandelt werden, indem synonyme Begriffe füreinander ersetzt werden. So kann beispielsweise der analytische Satz
Alle Junggesellen sind unverheiratet.
in die logische Wahrheit
Alle unverheirateten Männer sind unverheiratet.
übersetzt werden, indem man den Ausdruck „Junggeselle“ durch den mit ihm synonymen „unverheirateter Mann“ ersetzt. Aufgrund dieses engen Zusammenhangs richtet sich Quines Kritik sowohl gegen den Begriff der Analytizität als auch gegen den der Synonymie. Er untersucht im Folgenden eine Reihe von Möglichkeiten, einen dieser beiden Begriffe zu klären.

### Abschnitt 2: Definition
Der Erklärungsversuch lautet hier, dass Begriffe aufgrund einer Definition synonym sind, dass also „Junggeselle“ als „unverheirateter Mann“ definiert sei. Quines Antwort lautet, dass sich eine Definition, die sich z. B. in einem Wörterbuch befindet, um korrekt zu sein, bereits auf einen vorherigen Sprachgebrauch stützen muss und daher nicht als Grund der Synonymie angesehen werden kann.

### Abschnitt 3: Ersetzbarkeit
Eine andere Möglichkeit besteht darin, zu sagen, dass synonyme Ausdrücke in allen Kontexten füreinander ersetzbar sind. „Junggeselle“ und „unverheirateter Mann“ sind demnach deswegen synonym, weil man von dem Satz „Notwendigerweise sind alle Junggesellen Junggesellen“ übergehen darf zu „Notwendigerweise sind alle Junggesellen unverheiratet“. Quine weist jedoch darauf hin, dass dieser Test nur dann analytische Wahrheiten von bloß empirischen Wahrheiten wie „Alle Lebewesen mit Herz sind Lebewesen mit Nieren“ unterscheiden kann, wenn die Ersetzung in opake Kontexte hinein erfolgt, d. h. die Sätze, in denen ersetzt wird, bereits intensionale Adverbien wie notwendig enthalten. Diese Ausdrücke seien aber nur verständlich, wenn man ein Verständnis des Ausdrucks analytisch, das es zu klären gilt, schon voraussetzt.

### Abschnitt 4: Semantische Regeln
In formalen Systemen kann die Analytizität natürlicher Sprachen über sogenannte „semantische Regeln“ (gelegentlich auch „Bedeutungspostulate“ genannt) modelliert werden. Nach Quine erscheint dieses Phänomen dabei jedoch als irreduzibles Faktum – auf die für es relevanten „mentalen, verhaltensmäßigen oder kulturellen Faktoren“ („mental or behavioural or cultural factors“) wird nicht eingegangen. Es handelt sich also um ein zu stark simplifizierendes Modell, das für das vorliegende Problem keinen Erklärungswert hat.

### Abschnitt 5: Verifikationismus und Reduktionismus
Der letzte von Quine untersuchte Vorschlag zur Klärung des Begriffs der Synonymie lautet: Zwei Aussagen sind synonym, wenn sie dieselben empirischen Verifikationsbedingungen haben. Ein Beispiel zum Begriff Verifikationsbedingung: Der Satz „Die Gegenstände A und B sind gleich schwer“ könnte folgende Verifikationsbedingung haben: „Wenn man A und B auf die beiden Seiten einer Balkenwaage legt, richtet diese sich waagerecht aus“.
Im Falle eines „radikal reduktionistischen“ Empirismus müssen sich die Verifikationsbedingungen selbst wiederum in Aussagen über „Sinnesdaten“, d. h. über unmittelbare Erfahrungen übersetzen lassen. Solche Aussagen könnten ungefähr wie folgt aussehen: „Ich habe hier und jetzt eine Rot-Empfindung“.
Rudolf Carnap hat in seinem Buch Der logische Aufbau der Welt (1928) versucht, eine solche Reduktion durchzuführen. Quine zufolge ist er jedoch dabei gescheitert, er selbst habe sein Projekt als gescheitert angesehen, da er in seinen späteren Veröffentlichungen nie wieder einen solchen Reduktionismus vertreten habe.
An dieser Stelle zeigt sich, wie die beiden von Quine kritisierten Dogmen, die Existenz analytischer Sätze und die Reduktion auf Sinneserfahrung, zusammenhängen: Quine sagt, dass beide auf derselben Vorstellung beruhen, nämlich dass sich die Wahrheit eines Satzes in eine linguistische und eine faktische Komponente aufspalten ließe („that the truth of a statement is somehow analyzable into a linguistic component and a factual component“). Zwei Sätze mit derselben linguistischen Komponente seien synonym, im Falle eines analytischen Satzes ist die faktische Komponente gleich null. Die faktische Komponente müsse nach der reduktionistischen Idee mit der Bestätigung durch Sinneserfahrung identifiziert werden.
Der Grund, warum diese Vorstellung nach Quine falsch ist, ist folgender: Sie beruht darauf, dass sich empirische Bestätigung und Widerlegung auf der Ebene von Sätzen vollzieht, d. h., dass es Sätze sind, die angesichts von Sinneserfahrungen als wahr oder falsch eingestuft werden. Quine zufolge werden aber nicht einzelne Sätze bestätigt oder widerlegt, sondern Gruppen von Sätzen, d. h. ganze Theorien. Sätze über die Außenwelt stünden damit nicht alleine vor dem Tribunal der Sinneserfahrung, sondern gemeinsam („My countersuggestion […] is that our statements about the external world face the tribunal of sense experience not individually but only as a corporate body“). Quine weist darauf hin, dass vor ihm Pierre Duhem einen ähnlichen Gedanken formuliert hat, die Auffassung wird daher auch als die Duhem-Quine-These bezeichnet.

### Abschnitt 6: Empirismus ohne Dogmen
Im sechsten und letzten Abschnitt stellt Quine einen Gegenentwurf zum Empirismus mit den beiden Dogmen vor. Er kleidet diesen Entwurf in ein anschauliches Bild: Diesem Bild zufolge bildet die Gesamtheit der wissenschaftlich anerkannten Sätze eine netzartige, kugelförmige Struktur. An der Peripherie dieser Kugel liegen die Sätze, die von Sinneserfahrungen handeln, näher dem Mittelpunkt liegen Sätze, die grundlegende Gesetzmäßigkeiten zum Gegenstand haben, so wie die Gesetze der Physik, und noch weiter innen die Gesetze der Mathematik und Logik. Die Sätze hängen logisch miteinander zusammen. Stellt sich ein bisher für wahr (falsch) gehaltener Satz als falsch (wahr) heraus, so müssen nach den Gesetzen der Logik auch andere Sätze in ihrem Wahrheitswert korrigiert werden.
Hierzu ein Beispiel: Betrachten wir die Satzmenge {„Alle Menschen sind sterblich“, „Sokrates ist ein Mensch“, „Sokrates ist sterblich“}. Nehmen wir nun an, es stellt sich heraus, dass Sokrates in Wirklichkeit nicht sterblich, sondern unsterblich ist. Dann müssen wir, um die Konsistenz des Systems zu gewährleisten, auch einen der anderen beiden Sätze aufgeben.
Quines Pointe liegt nun darin, dass sich nicht von vornherein sagen lässt, welche Sätze wir in einem solchen Konfliktfall aufgeben würden, ob wir uns also in obigem Beispiel dafür entscheiden würden zu sagen, dass nicht alle Menschen sterblich sind oder dass Sokrates kein Mensch ist. Nach Quine kann im Prinzip an jedem Satz festgehalten werden, egal wie neue Erfahrungen aussehen. Widerspricht beispielsweise eine neue empirische Erfahrung einem Satz an der Peripherie, so kann an diesem festgehalten werden, indem beispielsweise die neue Erfahrung zu einer Halluzination erklärt wird. Umgekehrt ist auch kein Satz immun gegen Revision. So ist vorgeschlagen worden, selbst logische Gesetze wie den Satz vom ausgeschlossenen Dritten aufzugeben, um etwa die Quantenphysik zu vereinfachen. Eine Modifikation der logischen Gesetze würde bedeuten, dass sich nicht nur die entsprechenden Sätze, sondern auch die Regeln ändern, nach denen die Wahrheitswerte im Netzwerk propagiert werden.
Tatsächlich ist es nach Quine so, dass es im Fall einer neuen, widersprechenden Erfahrung die „natürliche Tendenz“ gibt, das System so wenig wie möglich zu stören und daher eher die Sätze an der Peripherie zu korrigieren als die im Zentrum. Hier lässt sich jedoch keine scharfe Grenze ziehen. Diese Überlegung mündet bei Quine in der provokanten These, dass es keinen grundsätzlichen Unterschied zwischen dem Glauben an physikalische Gegenstände und dem Glauben an die Götter Homers gebe. In beiden Fällen handele es sich um kulturbedingte Setzungen. Die Konzeption der physikalischen Gegenstände hat sich allerdings „als effizienter erwiesen, in den Fluss der Erfahrungen eine handhabbare Struktur einzuarbeiten“ („it has proved more efficacious […] as a device for working a manageable structure into the flux of experience“). Beide Konzeptionen sind allerdings durch Erfahrung unterdeterminiert, auch die Existenz der physikalischen Gegenstände lässt sich nicht unter Bezugnahme auf Erfahrungen beweisen.
Damit bekennt sich Quine am Ende seines Aufsatzes zu einem durchgängigen Pragmatismus: Überlegungen, die den Menschen dazu bringen, seine wissenschaftliche Überlieferung zu verzerren, um sie seinem kontinuierlichen sensorischen Input anzupassen, seien – wenn sie rational getroffen wurden – pragmatisch („the considerations which guide [man] in warping his scientific heritage to fit his continuing sensory promptings are, where rational, pragmatic“).